# Маргрете I
Маргре́те I (Маргарита Датская, дат. Margrete Valdemarsdatter; 1353 — 28 октября 1412) — королева Дании с 10 августа 1387 по 24 января 1396 года, регент Норвегии с 2 февраля 1388 по 6 сентября 1389 года и королева Швеции с 22 марта 1389 по 23 июня 1396 года.

## Биография
Дочь датского короля Вальдемара IV Аттердага, жена норвежского короля Хакона Магнуссона. Умный и решительный политик и государственный деятель, обладала огромным авторитетом в странах Скандинавии.
Когда Вальдемар IV умер в 1375 году, в живых из его прямых потомков оставались его младшая дочь Маргарита с сыном Олафом и другой внук — сын старшей дочери. Маргарита добилась, чтобы риксрод (королевский совет) предпочел её Олафа в качестве наследника умершего короля.
В 1380 году после смерти Хакона Олаф унаследовал ещё и престол Норвегии. Таким образом, в качестве регентши, Маргарита правила Данией и Норвегией от имени Олафа, а после его преждевременной смерти в 1387 году все ландстинги (местные власти) Дании и Норвегии провозгласили её «госпожой и хозяйкой страны».
В конце 1380-х годов в Швеции вновь разгорелась борьба между феодалами и королём. В 1388 году феодалы обратились к Маргарите за помощью в их борьбе с королём Альбрехтом Мекленбургским. В 1389 году Маргарита одержала решительную победу над Альбрехтом близ Фальчёпинга, Альбрехт был взят в плен. Тщетно мекленбургские дворяне старались склонить на свою сторону ганзейские города и Тевтонский орден: за Альбрехта стоял один только Стокгольм. Ганзейские города предложили свое посредничество в войне Маргариты с Альбрехтом; к лету 1395 года переговоры о мире были приведены к концу. Альбрехт освобождался из плена, с условием, что если он в продолжение 3 лет не войдет в соглашение с Маргаритой, то снова вернется в плен или даст за себя выкуп в 60000 марок, или уступит Маргарите Стокгольм, который на время переходил во ведение Ганзы. В 1398 году ганзейцы, согласно договору, передали Стокгольм Маргарите. С этих пор Маргарита была провозглашена королевой Швеции.
Так Швеция, Дания и Норвегия, получив в лице Маргариты одного правителя, фактически объединились в единое государство. Стремясь закрепить политическое единство трёх родственных скандинавских народов, Маргарита подвела под него прочную юридическую основу. Она добилась признания наследником трёх скандинавских престолов своего внучатого племянника Эрика Померанского, и когда в 1397 году он достиг совершеннолетия, он был коронован как общескандинавский король (Кальмарская уния). При этом Маргарита сохранила за собой реальную власть и ещё пятнадцать лет — до самого конца своей жизни — оставалась фактической правительницей всех трёх королевств.
Внутренняя политика Маргариты была нацелена на уменьшение политической роли знати и упрочение королевской власти. При ней редко собирались риксроды, но укреплялась подотчетная короне центральная и местная администрация, получил дальнейшее развитие институт ландстингов, дававший прямой контакт с широкими слоями населения страны. Она создала специальные судебные тинги, где владельцы земель должны были отчитываться, каким путём они их получили. В финансовой сфере проводила политику строгой экономии, лишь однажды пошла на введение чрезвычайного налога (чтобы возобновить чеканку собственной датской монеты).
Маргарита подолгу жила в Швеции. Там, воспользовавшись уступками, на которые пошли шведские феодалы еще во время их борьбы с Альбрехтом Мекленбургским, она провела редукцию (возвращение в казну) феодальных земель, осуществив таким образом то, что ранее безрезультатно пытался проделать Магнус Эрикссон. Редукция затрагивала и церковные владения, при этом духовенство оказалось в особенно тяжелом положении, так как редукцией его земель занималась под контролем Маргариты верхушка шведских феодалов.

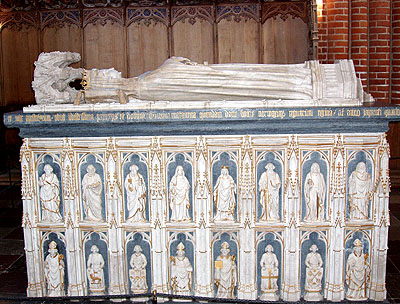
Гробница Маргариты I Датской в соборе Роскилле.

Во внешней политике Маргариты на первом месте стояло изгнание немцев из Скандинавии и расширение границ Дании в южном направлении (Шлезвиг и Гольштейн). В 1385 году она заставила Ганзу отказаться от датских земель, находившихся в залоге, а в 1386 году голштинский герцог признал сюзеренитет датской короны над Южной Ютландией.
Маргарита избегала вхождения скандинавских стран в союзы, обязывающие принимать участие в иностранных войнах. Устроив брак Эрика Померанского с дочерью английского короля Генриха IV Филиппой, Маргарита уклонилась от заключения при этом наступательного союза против Франции (Столетняя война), ограничившись простым оборонительным союзом.
Маргарита вела свою политику последовательно, но при этом с большой осторожностью и гибкостью, путь переговоров всегда предпочитала силовому решению вопроса. Это позволяло ей избегать серьезных конфликтов с шведской аристократией.
Похоронена в соборе города Роскилле. Объединив в одно целое всю Северную Европу, осталась крупнейшей фигурой скандинавской истории.

## В культуре
Маргрете стала центральным персонажем датского художественного фильма «Маргарита — королева Севера» (2021).